# 한국교회와 다음세대
한국교회와 다음세대는 한국교회가 다가오는 세대의 준비를 위한 표어로 사용되는 기독교 용어이다. 다음세대는 2024년 한국교회에서 가장 중요하게 사용되는 키워드로 설문조사의 결과가 나왔다. 목회데이터연구소(이하 목데연)는 온라인 구독자의 설문조사에 가장 많은 단어로 선정되었다. 교회학교 학생이 일반 학령인구 대비 2배나 빠르게 줄고 있는 실정이고, 영유아·초중고 학생 인구 자체도 향후 10년간 30%가 감소할 것으로 예상되기에 교회학교의 감소를 막기 위한 한국교회의 대책이 시급해 보인다고 평가되었다.

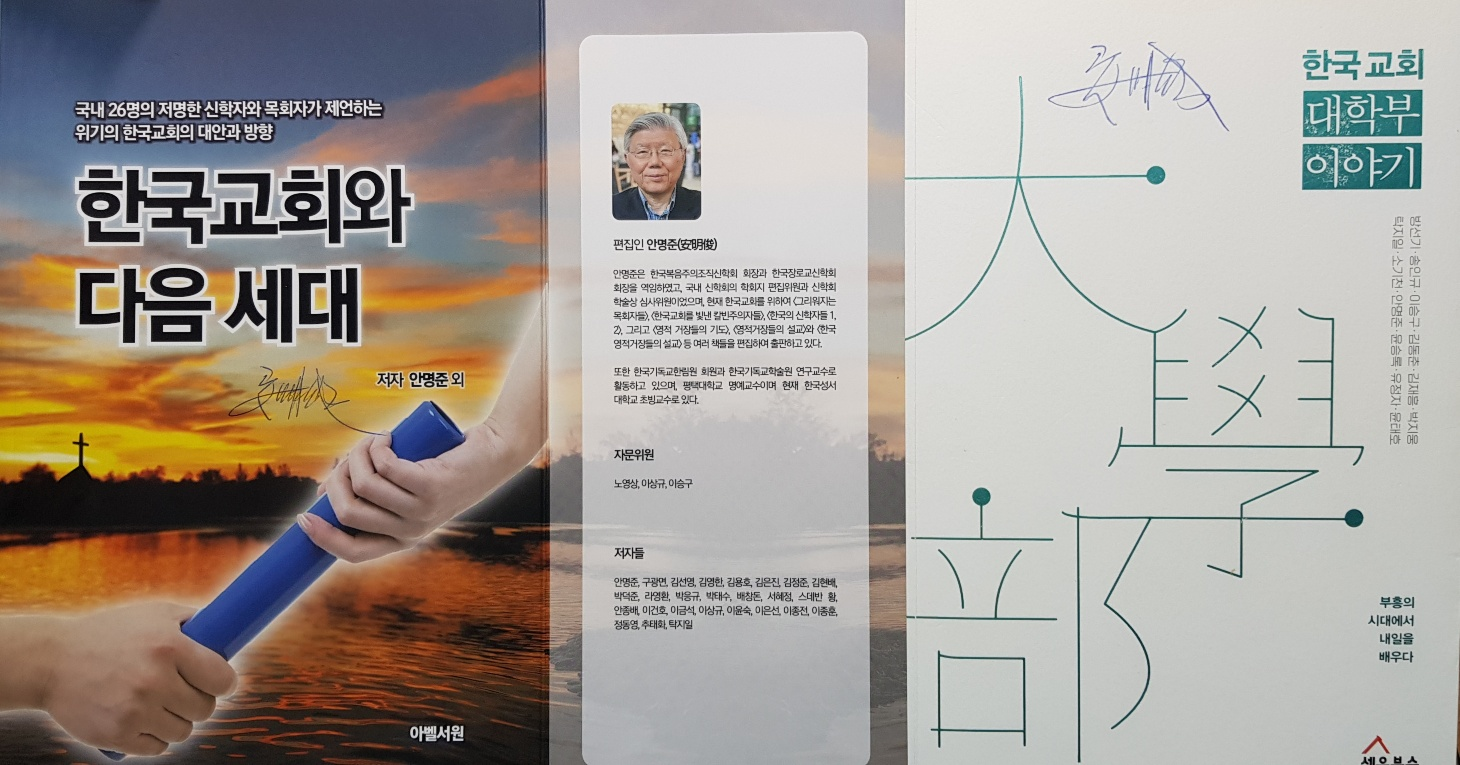
한국교회와 다음세대

## 다음세대를 위한 방향제시
저출산과 젊은 층의 교회 출석률 급락, 가나안 신자들의 적체 현실 등 교회가 반드시 극복해야 할 문제점들에 대해 한국교회가 어떻게 준비하고 교육해야 할 것인지 성경적, 역사적, 현실적 관점을 제시할 필요가 있다.
안명준 교수는 “저출산과 젊은 세대의 낮은 교회 출석률을 보면 한국교회의 앞날을 염려하지 않을 수 없다”며 “한국교회에 주어진 중요한 임무는 소중한 신앙의 전통을 다음세대에 계승하는 일”이라고 했다. 그는 “다음세대를 위한 말씀의 능력이 기성세대를 통해 실천돼야 한다. 사회와 교회가 변혁되도록 사명을 다해야 한다”고 강조했다.

## 같이 보기
- 한국교회

## 참고문헌
- <한국교회와 다음세대>, 안명준 외 25명 (아벨사원:2024)